# 髙塚恵理子
高塚 恵理子（たかつか えりこ、1977年2月8日 - ）は、舞台を中心に活動している日本の女優。
兵庫県宝塚市出身。大阪音楽大学音楽学部声楽学科卒業。

## 人物
身長151cm、体重40kg。特技：クラシックバレエ、ジャズダンス、コンテンポラリーダンス、声楽、ヴァイオリン。2003年には、文化庁・新進芸術家海外留学生としてイギリスへ留学。2006年に上演された、ミュージカル『家なき子』に、レミ役として出演し、東京芸術劇場ミュージカル月間小田島雄志賞を受賞している。
2児の母である。名字の「たかつか」は、「髙（はしごだか）塚」が正式な表記である。
劇団ひまわり系の砂岡事務所（2001年頃所属）からブルーシャトル（2002年頃-2004年頃）の所属を経て現在に至る。

## 出演作品

### 舞台
- 英国際'98正式参加作品『Baby Love』（1998年）
- ひょうご舞台芸術『陽ざかりの女たち』（1998年）テッサ役
- ミュージカル『リトル・ナイト・ミュージック』アン役（1999年）
- ミュージカル『スクルージ～クリスマス・キャロル～』（1999年）
- 『Baby Love』韓国公演（2000年）
- ミュージカル『キャンディード』（2001年）
- JAPAN2001正式参加作品『Baby Love』英国公演（2001年）
- ミュージカル『くるみ割り人形』（2001年）
- ミュージカル『HONK!』ペニー役　他（2002年）
- ミュージカル『家なき子』レミ役（2003年）
- ミュージカル　亜門版『ファンタスティックス』（2003年）ヒロイン ルイーザ役
- 『血の起源』少年役（2005年）
- 音楽座ミュージカル『21C:マドモアゼルモーツァルト』（2005年）
- ミュージカル『家なき子』レミ役（2006年）
- ダンスミュージカル『クラリモンド』（2006年）堕天使役
- 歌舞劇『田園に死す』（2006年）
- 『ロック★オペラ　The Who's Tommy』サリー役　他（2007年）
- 『イーストウィックの魔女たち』（2007年）
- ミュージカル『リトル・ツリー』リトルツリー役 (2015年)

### TV
- 土曜ドラマ『生前予約』藤本亜希役（1997年）
- NHK教育『歌えリコーダー』リコ役（2000年〜2002年）
- 火曜サスペンス劇場『街の医者・神山治郎2 出産拒否』（2001年）